# Jižní Delta Aquaridy
Jižní Delta Aquaridy jsou meteorický roj viditelný od poloviny července do poloviny srpna každého roku s vrcholem aktivity 28. července nebo 29. července. Roj vznikl z rozpadu Marsdenovy a Kracht Sungrazingovy komety.
Delta Aquaridy dostaly své jméno proto, že jejich radiant leží v souhvězdí Vodnáře, v blízkosti jedné z nejjasnějších hvězd souhvězdí Delta Aquarii. Název je odvozen z latinského přivlastňovací forma "Aquarii", přičemž skloňování "-i" je nahrazeno "-id". Existují dvě větve meteorického roje Delta Aquarid, Jižní a Severní. Jižní Delta Aquaridy jsou považovány za silný roj s průměrnou hodinovou frekvencí ve výši 15-20 meteorů za hodinu. Radiant má polohu na obloze RA=339°, DEC=-17°. Severní Delta Aquaridy jsou slabší roj, vrcholící později v polovině srpna, s průměrnou maximální frekvencí 10 meteorů za hodinu a s radiantem RA=340°, DEC=-2°.

## Historie
Pozorování (tehdy neznámých) Delta Aquarid (δ Aquarid) bylo uskutečněno G. L. Tupmanem v roce 1870, který pozoroval 65 meteorů mezi 27. červencem a 6. srpnem. Vykreslil zdánlivé počáteční a koncové body radiantu (RA = 340 °, DEC = -14 °, RA = 333 °, DEC = -16 °). To bylo opraveno později. Ronald A. McIntosh znovu vykreslil radiant na základě většího počtu pozorování provedených v letech 1926 až 1933. Stanovil, že začíná u RA = 334,9 °, DEC = -19,2 ° a končí RA = 352,4 °, DEC = -11,8 °. Cuno Hoffmeister a tým německých pozorovatelů byli prvními, kdo zaznamenali charakteristiku Severních Delta Aquarid kolem roku 1938. A Kanaďan D. W. R. McKinley pozoroval obě větve v roce 1949, ale neuvědomil si souvislost obou rojů. To změnila astronomka Mary Almondová v roce 1952, která stanovila jak přesnou rychlost, tak oběžnou dráhu delta Aquarid. Využila echo rádio, aby identifikovala pravděpodobné členské meteory a vykreslila přesnou orbitální rovinu. Její dokument uváděl široký "systém oběžných drah", který je pravděpodobně "spojen a produkován jedním rozšířeným proudem". To bylo potvrzeno v roce 1952-1954 v rámci Harvard Meteor Project, prostřednictvím fotografického pozorování oběžných drah. Projekt také objevil první důkaz, že vývoj toku byl ovlivněn Jupiterem.

## Pozorování
Delta Aquaridy jsou nejlépe pozorovatelné v hodinách před svítáním dále od záři městských světel. Na jižní polokouli je roj obvykle pozorovatelný lépe, protože radiant je výše na oblohu během měsíce nejvyšší aktivity. Vzhledem k tomu, že radiant je nad jižním horizontem pro diváky severní polokoule, meteory budou především vyletovat na východě, na severu a na západě. Jen málo meteorů bude viděno na jihu, pokud nejsou poměrně krátké a poblíž radiantu.